# Annina H. Persson
Annina H. Persson, Annina Maria Viola Holmqvist Persson, född 23 maj 1963, är en svensk professor i civilrätt och rättsvetenskaplig författare. Hon är professor i civilrätt med inriktning mot fastighetsjuridik vid KTH sedan 2022. Hon har tidigare arbetat som professor vid Örebro universitet (sedan januari 2008). Hennes forskning är inriktad på central förmögenhetsrätt, särskilt sakrätt och insolvensrätt.
Hon var verksam som lektor i civilrätt (inriktning sakrätt och insolvensrätt) vid Stockholms universitet mellan åren 2002–2008. Under åren 2008–2009 var hon även gästprofessor vid Kungliga Tekniska Högskolan. Hon är numera gästprofessor vid Umeå universitet.
Hon har varit anställd som ämnessakkunnig vid Finansdepartementet under 2012 samt Näringslivsdepartementet under 2015. Hon deltar även i utredning på uppdrag av regeringen och EU-kommissionen.
Hon tog juristexamen vid Stockholms universitet 1990. Hon var därefter under en tid tingsnotarie vid Stockholms länsrätt.